# Pekka Heino
Pekka Heino (ur. 17 lipca 1961 w Turku) – szwedzki dziennikarz oraz prezenter telewizyjny pochodzenia fińskiego.
W latach 1985–2017 pracował jako prezenter telewizyjnym w szwedzkiej telewizji SVT. Prowadził szereg programów rozrywkowych i teleturniejów, w tym popularny w Szwecji teleturniej Röda tråden. Był również gospodarzem porannego pasma Gomorron Sverige, natomiast w grudniu 2010 roku został głównym prezenterem programu Go'kväll wraz z Inger Ljung.
W roku 1994, 1999 oraz w latach 2003-2006 był głównym komentatorem finałowych koncertów Konkursu Piosenki Eurowizji, emitowanych na antenie stacji Sveriges Television.
Jest gejem, jego mężem jest Erik Kristensen.